# Argyrocosma strepens
Argyrocosma strepens là một loài bướm đêm trong họ Geometridae.